# Pino Ferrara
Giuseppe Ferrara, detto Pino (Padova, 11 marzo 1929 – Roma, 8 agosto 2011), è stato un attore e doppiatore italiano.

## Biografia
Esordisce in teatro dove lavora assiduamente, soprattutto nella compagnia di Peppino De Filippo che lo vuole nelle sue migliori commedie, come Non è vero... ma ci credo, L'ospite gradito e I casi sono due.
È molto attivo in televisione: nel 1966 partecipa allo sceneggiato Il conte di Montecristo, nel 1972 alla riduzione di Le avventure di Pinocchio, per la regia di Luigi Comencini, e nel 1978, insieme a Tino Buazzelli, a Il balordo, tratto dal romanzo omonimo di Piero Chiara.
Dal 1993 al 2009 ha dato la voce al Grillo Parlante sostituendo Carlo Reali.
Dal 1998 al 2007 fa parte del cast fisso della serie televisiva della Rai Un medico in famiglia, serie in cui interpreta il personaggio di Fausto, presente dalla prima alla quinta stagione. Il suo personaggio, nella serie TV, è quasi sempre affiancato a quello di Libero, interpretato da Lino Banfi. Nel 2003, inoltre, fa il doppiatore di Fausto nella serie animata omonima.
Muore a Roma l'8 agosto 2011, all'età di 82 anni, dopo una lunga malattia.

## Filmografia

### Cinema

Ferrara (a sinistra) con Silverio Blasi ne Il caso Moro (1986)

- Il bandolero stanco, regia di Fernando Cerchio (1952)
- Attanasio cavallo vanesio, regia di Camillo Mastrocinque (1953)
- Gran varietà, regia di Domenico Paolella (1953)
- Alvaro piuttosto corsaro, regia di Camillo Mastrocinque (1954)
- Psycosissimo, regia di Steno (1961) - non accreditato
- Gli incensurati, regia di Francesco Giaculli (1961)
- I 4 monaci, regia di Anton Giulio Bragaglia (1962)
- I terribili 7, regia di Raffaello Matarazzo (1963)
- Bang Bang Kid, regia di Giorgio Gentili (1967)
- Don Giovanni in Sicilia, regia di Alberto Lattuada (1967)
- Zingara, regia di Mariano Laurenti (1969)
- Nel giorno del Signore, regia di Bruno Corbucci (1970)
- Le castagne sono buone, regia di Pietro Germi (1970)
- Satiricosissimo, regia di Mariano Laurenti (1970)
- Decameroticus, regia di Pier Giorgio Ferretti (1972)
- Quel gran pezzo dell'Ubalda tutta nuda e tutta calda, regia di Mariano Laurenti (1972)
- L'onorata famiglia - Uccidere è cosa nostra, regia di Tonino Ricci (1973)
- Storia di karatè, pugni e fagioli, regia di Tonino Ricci (1973)
- La vedova inconsolabile ringrazia quanti la consolarono, regia di Mariano Laurenti (1973)
- Il sergente Rompiglioni, regia di Pier Giorgio Ferretti (1973)
- Carambola, regia di Ferdinando Baldi (1974)
- Il lupo dei mari, regia di Giuseppe Vari (1975)
- Carambola, filotto... tutti in buca, regia di Ferdinando Baldi (1975)
- Amore vuol dir gelosia, regia di Mauro Severino (1975)
- Son tornate a fiorire le rose, regia di Vittorio Sindoni (1975)
- Perdutamente tuo... mi firmo Macaluso Carmelo fu Giuseppe, regia di Vittorio Sindoni (1976)
- Napoli violenta, regia di Umberto Lenzi (1976)
- Storia di arcieri, pugni e occhi neri, regia di Tonino Ricci (1976)
- Messalina, Messalina!, regia di Bruno Corbucci (1977)
- L'inquilina del piano di sopra, regia di Ferdinando Baldi (1977)
- Sette uomini d'oro nello spazio, regia di Al Bradley (1979)
- La compagna di viaggio, regia di Ferdinando Baldi (1980)
- Pierino medico della S.A.U.B., regia di Giuliano Carnimeo (1981)
- Il caso Moro, regia di Giuseppe Ferrara (1986)
- Fantozzi va in pensione, regia di Neri Parenti (1988)
- Raul - Diritto di uccidere, regia di Andrea Bolognini (2005)

### Televisione
- Il marchese di Roccaverdina, regia di Edmo Fenoglio (1972)
- Un medico in famiglia – serie TV (1998-2007)
- Ciao professore – serie TV (1999)
- Carabinieri - serie TV (2002) 1x21
- Don Matteo – serie TV (2006) 5x06
- Distretto di Polizia – serie TV (2006) 6x17

## Prosa televisiva
- Eduardo e Carolina, di Félicien Marceau, con Gilberto Mazzi, Paola Pitagora, Paolo Ferrari, Mara Berni, Pino Ferrara, Mario Chiocchio, Francesca Benedetti, Nietta Zocchi, Stefano Sibaldi, Michele Malaspina, regia di Vito Molinari, trasmessa il 9 marzo 1966.

## Doppiaggio

### Cinema
- Vincent Schiavelli in Il domani non muore mai
- Eddie Bracken in Mamma, ho riperso l'aereo: mi sono smarrito a New York
- Leslie Phillips in L'impero del sole[1]
- Ray McAnally in Il siciliano
- Carmelo Reale in Squadra antitruffa
- Giorgio Gennari in La bambola di Satana[2]
- James Hong in Il più grande amatore del mondo[3]
- Galeazzo Benti in Il commissario Lo Gatto
- Leopoldo Trieste in Divorzio all'italiana

### Film d’animazione
- Talpino Sweetmellow ne Le avventure di Ichabod e Mr. Toad[4]
- Uragano ne Il Barone di Munchausen[5]

### Televisione
- Jim Backus e Joe Flynn ne Una ragazza molto brutta[6]
- Joseph Maher in La signora in giallo[7]
- Bill Macy in La signora in giallo[7]

### Serie animate
- Fausto ne  Un medico in famiglia[8]

### Videogiochi
- Grillo Parlante ne La rivincita dei Cattivi[9] e Walt Disney World Quest: Magical Racing Tour